# Kōnstantinos Kenterīs
Kōnstantinos Kenterīs, detto Kōstas (in greco Κωνσταντίνος Κεντέρης?, traslitterato anche Konstadínos Kedéris; Mitilene, 11 luglio 1973), è un ex velocista greco, campione olimpico dei 200 metri piani ai Giochi di Sydney 2000 e campione mondiale ad Edmonton 2001.

## Biografia
Kenterīs iniziò a praticare l'atletica leggera all'età di 10 anni, circa dieci anni dopo si trasferì a Salonicco dove si specializzò nelle gare dei 200 e 400 metri piani.
Solo nel 1999 Kenterīs prese parte ad un grande evento sportivo internazionale, quando fu eliminato nelle batterie dei 400 m dei Mondiali di atletica indoor e partecipò alle gare dei 200 m ai campionati del mondo di Siviglia. In quest'occasione Kenterīs vinse la sua batteria davanti a Maurice Greene, al tempo primatista mondiale dei 100 m, ma non poté correre i quarti di finale per infortunio.
Quando nel 2000 Kenterīs si qualificò alla finale dei 200 m ai Giochi olimpici di Sydney era ancora poco noto e - nonostante il campione olimpico in carica Michael Johnson e il primatista mondiale Greene non fossero in gara e lui avesse con 20"25 il miglior tempo europeo dell'anno su quella distanza - non era dato tra i favoriti per una medaglia. Kenterīs invece vinse l'oro davanti al britannico Darren Campbell e ad Ato Boldon di Trinidad e Tobago, divenendo il primo atleta non nero a vincere una medaglia nei 200 m da quando Pietro Mennea vinse l'oro all'Olimpiade di Mosca nel 1980.
Kenterīs vinse inoltre la gara dei 200 m ai Mondiali di Edmonton del 2001, dopo una stagione nella quale rimase ai margini delle competizioni internazionali. L'anno successivo Kenterīs completò la terna vincendo a Monaco il titolo europeo con un tempo di 19"85, ottenendo il suo record personale.
In vista delle Olimpiadi di Atene Kenterīs era una delle speranze greche per una medaglia d'oro nell'atletica e uno dei papabili per l'accensione della fiamma olimpica. Il giorno prima dell'inaugurazione dei giochi Kenterīs e la sua compagna di allenamenti Aikaterinī Thanou mancarono di eseguire un test antidoping. Inizialmente i due atleti si giustificarono asserendo di essere stati vittime di un incidente motociclistico mentre si stavano recando al villaggio olimpico per eseguire il test dopo aver appreso la notizia della loro infrazione. In seguito però un'indagine ufficiale appurò che l'incidente era stata una messa in scena.
Nello scandalo che seguì il test antidoping mancato (il terzo di quella estate), Kenterīs e Thanou annunciarono il loro ritiro dai Giochi il 18 agosto per quello che definirono "l'interesse del paese". A seguito della vicenda i due atleti furono sospesi dalla IAAF il 22 dicembre 2004, nel giugno del 2005 furono invece scagionati da ogni accusa dalla federazione greca.
Dopo una lunga battaglia legale, il 26 giugno 2006, prima di una sentenza definitiva della Corte di arbitrato per lo sport di Losanna, gli atleti raggiunsero un accordo con la IAAF accettando le violazioni delle norme antidoping in relazione ai tre test mancati tra il 27 luglio ed il 12 agosto 2004. Furono ammessi a partecipare all'attività agonistica dal 22 dicembre 2006, dopo un periodo di squalifica di due anni. Nel maggio 2011, dopo essere stato accusato di aver inscenato l'incidente, è stato condannato (insieme a Thanou) a una pena detentiva sospesa di 31 mesi, ma successivamente una corte d'appello ha annullato la sentenza.
Nonostante il termine della squalifica, Kenterīs non prese più parte ad alcun evento agonistico di rilievo internazionale.

## Record nazionali
Seniores
- 200 metri piani: 19"85 (−0,5 m/s) ( Monaco di Baviera, 9 agosto 2002)
- 400 metri piani indoor: 46"36 ( Il Pireo, 13 febbraio 1999)

## Palmares
| Anno | Manifestazione          | Sede       | Evento      | Risultato        | Prestazione | Note                                     |
| ---- | ----------------------- | ---------- | ----------- | ---------------- | ----------- | ---------------------------------------- |
| 1992 | Mondiali juniores       | Seul       | 200 m piani | 6º               | 21"10       |                                          |
| 1993 | Giochi del Mediterraneo | Linguadoca | 400 m piani | Oro              | 45"70       |                                          |
| 1999 | Mondiali indoor         | Maebashi   | 400 m piani | Batteria         | 47"35       |                                          |
| 1999 | Mondiali                | Siviglia   | 200 m piani | Quarti di finale | dq          |                                          |
| 2000 | Giochi olimpici         | Sydney     | 200 m piani | Oro              | 20"09       | Record nazionale                         |
| 2000 | Giochi olimpici         | Sydney     | 4×100 m     | Semifinale       | 38"80       |                                          |
| 2001 | Mondiali                | Edmonton   | 200 m piani | Oro              | 20"04       |                                          |
| 2002 | Europei                 | Monaco     | 200 m piani | Oro              | 19"85       | Record dei campionati · Record nazionale |

## Altre competizioni internazionali
1999
- Bronzo in Coppa Europa ( Parigi), 400 m piani - 45"66

2000
- Bronzo in Coppa Europa ( Gateshead), 200 m piani - 20"48

2001
- Argento in Coppa Europa ( Brema), 100 m piani - 10"15
- Oro in Coppa Europa ( Brema), 200 m piani - 20"31

2003
- Oro in Coppa Europa ( Firenze), 200 m piani - 20"37